# José Mário Stroeher
Dom José Mário Stroeher (Feliz, 19 de março de 1939) é um bispo-emérito católico, tendo sido Bispo de Rio Grande de 1986 a 2016.

## Biografia
Fez seus estudos primários em Santa Lúcia do Piaí, distrito de Caxias do Sul; seus estudos secundários em Gravataí, nos anos de 1953 a 1956. Cursou Filosofia, nos anos de 1957 a 1959, em Viamão. Estudou teologia na Pontifícia Universidade Gregoriana em Roma, nos anos de 1960 a 1964. Foi ordenado sacerdote, aos 21 de dezembro de 1963 em Roma. Foi vigário da Paróquia Nossa Senhora do Rosário em Porto Alegre, em 1964; vigário da Paróquia São José Operário, em Alvorada, em 1965; professor no Seminário Menor São José de Gravataí, dos anos 1966 a 1971 e foi reitor do mesmo Seminário de 1972 a 1980. Foi professor de Cultura Religiosa na Pontifícia Universidade Católica do Rio Grande do Sul, de 1969 a 1972.
Em 1967 fez o curso Christus Sacerdos, no Seminário Cristo Rei em São Leopoldo; em 1973 o curso Latino-Americano para Formadores, em Lima; e de 1980 a 1983 o curso de Cristologia e Teologia do Espírito Santo, na Pontifícia Universidade Gregoriana de Roma.

## Episcopado
Foi nomeado bispo titular de Nicives e auxiliar de Porto Alegre, aos 25 de março de 1983 e foi ordenado bispo no dia 24 de junho de 1983. 
No dia 8 de agosto de 1986, foi nomeado pelo Papa João Paulo II, como bispo da Diocese de Rio Grande. No dia 17 de fevereiro de 2016, o Papa Francisco aceitou seu pedido de renúncia (por limite de idade) ao Governo Pastoral da Diocese de Rio Grande, após  quase 30 anos de serviços prestados a esta Diocese.
De 2007 a maio de 2011 foi Presidente do Regional Sul-3 da CNBB. Aos 17 de maio de 2010 recebe a Medalha do Mérito Farroupilha, outorgada pela Assembléia Legislativa do Rio Grande do Sul.